# Olympische Sommerspiele 1964/Teilnehmer (Elfenbeinküste)
| Gelbes Symbol für Goldmedaillen mit stilisierten Olympischen Ringen | Graues Symbol für Silbermedaillen mit stilisierten Olympischen Ringen | Braundes Symbol für Bronzemedaillen mit stilisierten Olympischen Ringen |
| ------------------------------------------------------------------- | --------------------------------------------------------------------- | ----------------------------------------------------------------------- |
| —                                                                   | —                                                                     | —                                                                       |

Die Elfenbeinküste nahm an den Olympischen Sommerspielen 1964 in Tokio mit einer Delegation von neun männlichen Sportlern in zehn Wettkämpfen in zwei Sportarten teil. Ein Medaillengewinn gelang keinem der Athleten. Es war die erste Teilnahme der Elfenbeinküste an Olympischen Spielen.

## Teilnehmer nach Sportarten

### Boxen
- Gabriel Achy Assi
Leichtgewicht: in der 2. Runde ausgeschieden

- Boniface Hie Toh
Weltergewicht: in der 1. Runde ausgeschieden

- Firmin Nguia
Halbschwergewicht: im Achtelfinale ausgeschieden

### Leichtathletik
Männer
- Gaoussou Koné
100 m: 6. Platz

- Yoyaga Coulibaly
400 m: Vorläufe

- Denos Adjima Beche
1500 m: Vorläufe

- Simara Demeble Maki
110 m Hürden: Vorläufe

- Jean Ekonian Toffey
3000 m Hindernis: Vorläufe

- Segui Denis Kragbe
Diskuswurf: in der Qualifikation ausgeschieden
Kugelstoßen: in der Qualifikation ausgeschieden